# Rjasta kanja
Ŕjasta kánja (znanstveno ime Buteo rufinus) je ujeda iz družine kraguljev.

## Opis
Rjasta kanja je malo večja od navadne kanje, doseže velikost od 51 do 66 cm in ima razpon peruti med 132 in 160 cm. Od navadne kanje se loči še po širših in daljših perutih ter barvi, ki je bolj rdečkasta. Tudi klinast, na koncu raven rep je pri odraslih primerkih enake barve in je brez prog (mlade ptice proge imajo). V letu je bolj kot kanjam podobna orlom, oglaša pa se enako kot navadna kanja, le manj pogosto.

## Razširjenost
Življenjsko okolje rjaste kanje so suhe stepe in polpuščave ter odprta polja južne Evrope in severne Afrike, življenjski prostor pa se razteza na vzhod vse do Transbajkala.
Glavna hrana te ujede so majhni glodavci, ježi, podlasice, redkeje pa plazilci in manjše ptice. Poleti se pogosto prehranjuje tudi z večjimi žuželkami.
Gnezdi marca in aprila v gnezdih na drevesih ali na tleh.